# 彩虹嶺
78°6′S 165°24′E / 78.100°S 165.400°E
彩虹嶺（英語：Rainbow Ridge）是南極洲的山嶺，位於維多利亞地的斯科特海岸，屬於布朗半島的一部分，由新西蘭南極名稱諮詢委員會命名，現時由南極條約體系管理。